# The Cramps
The Cramps — американський рок-гурт, заснований у 1976 році і проіснував до 2009 року. Єдиними постійними учасниками гурту були дует чоловіка і дружини Люкс Інтеріор (вокал) та Пойзон Айві (гітара). Родоначальники сайкобілі.

## Історія

### 1970-ті
Lux Interior (справжнє ім'я Ерік Лі Пуркхайзер) і Poison Ivy (справжнє ім'я Крісті Марлана Воллес) познайомились в Сакраменто, штат Каліфорнія, в 1972 році. У світлі їхніх спільних інтересів і відданості колекціонуванню записів вони вирішили створити музичний гурт. Люкс взяв своє сценічне ім'я з реклами автомобіля, а Айві стверджувала, що отримала своє уві сні (вона спочатку була Poison Ivy Rorschach, взявши своє прізвище від імені винахідника тесту Роршаха). У 1973 році вони переїхали до Акрона, штат Огайо, а потім до Нью-Йорка в 1975 році, незабаром увійшовши до ранньої панк-сцени CBGB з іншими групами, що з'являлися, як-от Suicide, The Ramones, Patti Smith, Television, Blondie, Talking Heads, Mink DeVille та іншими. Склад у 1976 році: Poison Ivy Rorschach, Lux Interior, Bryan Gregory (гітара) та його сестра Pam «Balam» (барабани).
За короткий проміжок часу The Cramps двічі змінили барабанщиків; Міріам Лінна (пізніше з Nervus Rex, Zantees і A-Bones і співвласниця Norton Records) замінила Пам Балам, а Нік Нокс (раніше з Electric Eels) замінив Лінну у вересні 1977 року. Наприкінці 1970-х років The Cramps ненадовго ділився репетиційним місцем із Fleshtones і регулярно виступали у Нью-Йорку в клубах CBGB і Max's Kansas City, випустивли два незалежних сингли, спродюсовані Алексом Чілтоном в Ardent Studios у Мемфісі в 1977 році, перш ніж Майлз Коупленд III підписав контракт із ними і молодим лейблом IRS Records. Їхній перший тур Великою Британією був виступом на підтримку Police у першому турі цього гурту Великобританією, який рекламував Outlandos d'Amour.
У червні 1978 року вони дали знаковий безкоштовний концерт для пацієнтів Каліфорнійської державної психіатричної лікарні в Напі, записаний на відеокамеру Sony Portapak колективом Target Video з Сан-Франциско та пізніше випущений як Live at Napa State Mental Hospital. Повернувшись на східне узбережжя, вони грали в оновленому свінг-клубі 1940-х «The Meadowbrook» у Нью-Джерсі, який мав величезну сцену та танцпол. Далі вони записали два сингли в Нью-Йорку, які згодом були перевидані на їхньому мініальбомі Gravest Hits 1979 року, перш ніж Чілтон повернув їх того року до Мемфіса для запису їхнього першого повноформатного альбому Songs the Lord Taught Us у Phillips Recording, яким керував колишній власник лейблу Sun Records Сем Філліпс.

### 1980-ті
Група з'являється у фільмі 1982 року Urgh! Музична війна.

### 2000-ні
4 лютого 2009 року Люкс помер у Меморіальній лікарні Глендейла після розшарування аорти, яке, всупереч попереднім повідомленням, було «раптовим, шокуючим і несподіваним».

## Дискографія

### Студійні альбоми
- Songs the Lord Taught Us (1980, Illegal)
- Psychedelic Jungle (1981, I.R.S.)
- A Date with Elvis (1986, Big Beat)
- Stay Sick! (1990, Enigma)
- Look Mom No Head! (1991, Enigma)
- Flamejob (1994, The Medicine Label)
- Big Beat from Badsville (1997, Epitaph)
- Fiends of Dope Island (2003, Vengeance)

### Сингли
- Goo Goo Muck/She Said (1980, I.R.S. Records)